# Babcock (cràter)
Babcock és un cràter d'impacte que es troba a la cara oculta de la Lluna. Està situat a la vora nord-est de la Mare Smythii, al sud-est de la Mare Marginis. Al sud de Babcock es troba el cràter Purkyne, i a l'est-nord-est es troba Erro. Babcock es localitza en una regió de la superfície de la lluna que en ocasions queda a la vista durant libraciones favorables, tot i que es veu tan escorat que un observador des de la Terra amb prou feines pot discernir algun detall.

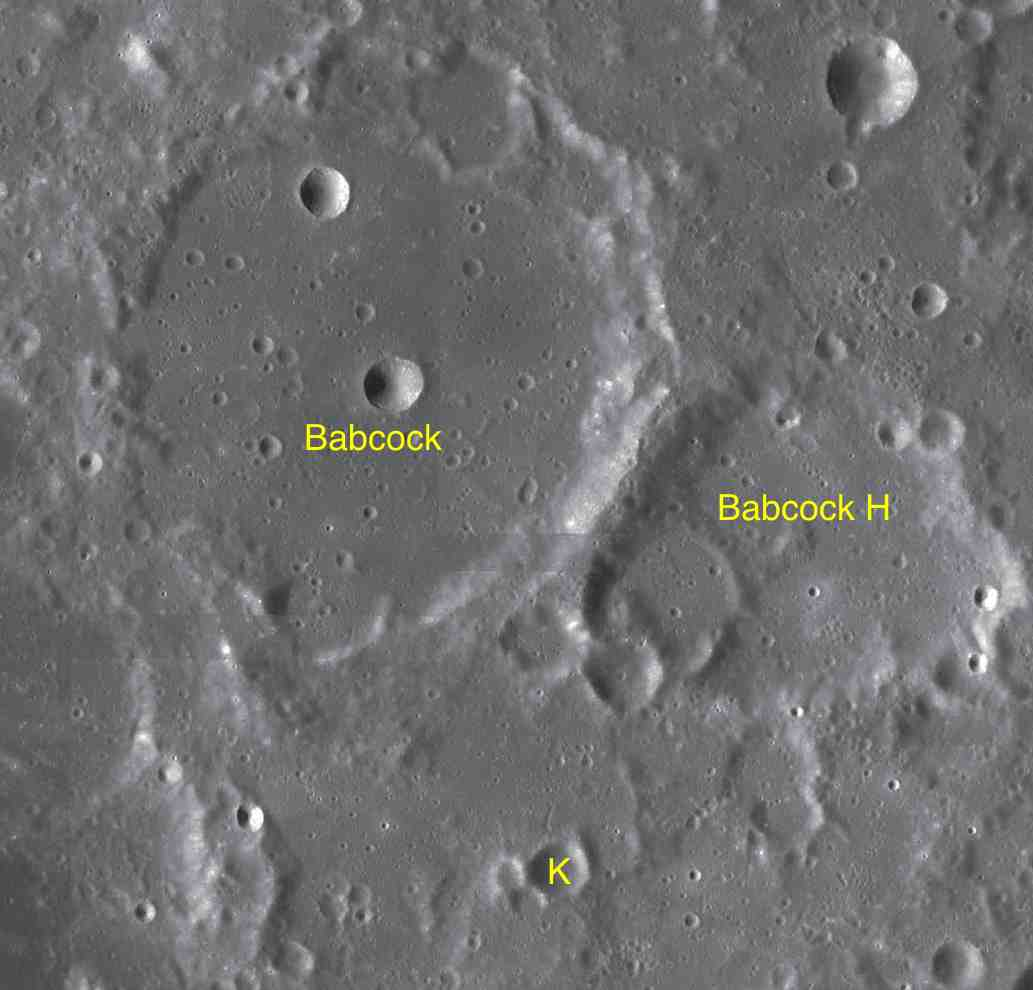
Cràters satèl·lit
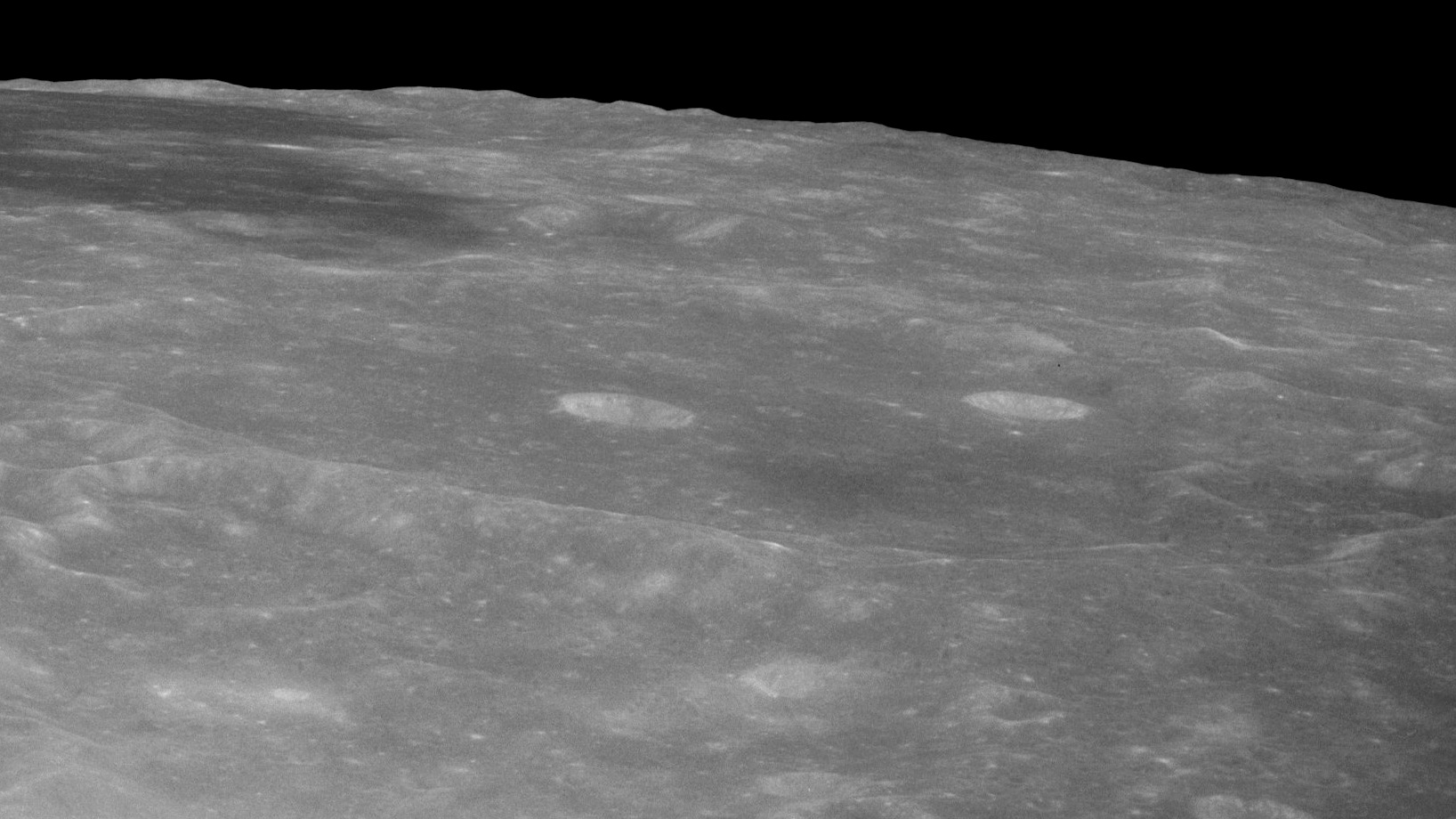
Vista obliqua de Babcock, orientada cap a l'oest, amb la Mare Smythii a la part superior esquerra, des de l'Apollo 11

La vora de Babcock presenta osques d'erosió i està modificada per impactes posteriors, deixant un perfil exterior un tant irregular i desigual. L'interior està dominat per fluxos de lava, i és relativament pla. En lloc d'un pic central, un petit cràter es troba a tocar del punt mig del cràter. Aquest cràter ha estat designat Zasyadko. Un altre cràter més petit es troba a l'interior, a prop de l'extrem nord.
L'àrea sobre Babcock ha estat objecte d'inundacions en el passat pels fluxos de lava basàltica, deixant la superfície relativament plana, amb restes de palimpsests visibles com crestes corbades a terra.

## Cràters satèl·lit
Per convenció aquests elements són identificats en els mapes lunars posant la lletra en el costat del punt central del cràter que està més proper a Babcock.
| Babcock | Coordenades                        | Diàmetre |
| ------- | ---------------------------------- | -------- |
| H       | 3° 00′ N, 96° 30′ E / 3.0°N,96.5°E | 63 km    |
| K       | 1° 12′ N, 95° 12′ E / 1.2°N,95.2°E | 10 km    |